# Cathedral
A Cathedral 1989-től 2013-ig tevékenykedett brit doom metal zenekar volt. A műfaj egyik legjelentősebb és legkorszakalkotóbb tagjainak számítanak. Tagjai: Lee Dorrian, Garry Jennings, Brian Dixon és Scott Carlson.

## Története
1989-ben alakultak meg Coventryben. Az együttest Lee Dorrian alapította, miután kilépett a népszerű Napalm Death grindcore/death metal együttesből. Összetoborozta maga mellé Mark Griffiths-et, aki a szintén brit Carcass grindcore/death metal zenekarral turnézott, illetve Garry Jennings-et, aki az Acid Reign nevű thrash metal zenekar korábbi tagja volt, és így megalakult a Cathedral. Fennállásuk alatt 10 nagylemezt dobtak piacra. 2013-ban feloszlottak. Pontos ismérvet nem adtak a tagok arra, hogy miért tettek így, de kijelentették, hogy már nem szeretnék folytatni az együttest, mert szerintük a 21 éves karrierjük „elég volt”. A zenekar a doom metal, stoner rock, stoner metal műfajokban játszik, de a heavy metal és a pszichedelikus rock műfajok is keverednek zenéjükben. Első, Forest of Equilibrium című nagylemezükön doom metalt játszottak, a The Ethereal Mirror című albummal kezdve stílusuk kísérletezősebbé vált, egyre több műfaj keveredett zenéjükben (nagyrészt a hetvenes évek zenei stílusa, de a "Midnight Mountain" című dalukban a disco hatása is érezhető). Az Endtyme és a The Last Spire albumokon viszont újból doom metalt játszottak. 2006-ban Magyarországon is felléptek, a Sziget Fesztiválon. Feloszlásuk után egy évvel, 2014-ben Lee Dorrian új doom metal együttest alapított (az Electric Wizard volt tagjaival kiegészítve), With the Dead néven. 2018-ban egy split lemezt is megjelentettek, limitált kiadásban.

## Diszkográfia
- Forest of Equilibrium (1991)
- The Ethereal Mirror (1993)
- The Carnival Bizarre (1995)
- Supernatural Birth Machine (1996)
- Caravan Beyond Redemption (1998)
- Endtyme (2001)
- The VIIth Coming (2002)
- The Garden of Unearthly Delights (2005)
- The Guessing Game (2010)
- The Last Spire (2013)